# Michel de Klops
Pour les articles homonymes, voir Klops.
Michel de Klops ou Michel de Klopsk (en russe : Михаил Клопский) est un saint orthodoxe du XVe siècle, fêté le 11 janvier.

## Biographie
Michel de Klops ou de Klopsk était un membre de la famille du Grand-Prince de Moscou Dimitri Donskoi,. 
Attiré par la religion et la vie monastique, il se rend en haillons au monastère de Klops, près de Novgorod, et demande à y devenir moine, en date du 23 juin 1408 selon certaines sources, 1412 selon d'autres. Michel dissimule cependant son origine princière comme toute autre information sur lui. 
Reçu dans le monastère, il vit comme Fol-en-Christ, simule la folie afin d'acquérir l'humilité, et mène une vie ascétique dans la prière et le jeune, ce qui lui fait acquérir le don de clairvoyance et de prophétie. Il prédit la naissance du futur grand-prince de Moscou Ivan III,, intervenue le 22 janvier 1440. Alors que toute la région du monastère est en famine, il donne de la nourriture des réserves du monastère aux habitants locaux et fait le miracle que pendant toute la durée de la famine et malgré les dons, les réserves ne s'épuisent pas,.
Il voit finalement son identité révélée en 1419 par le prince Constantin Dimitrievitch, lui aussi membre de la famille de Dimitri Donskoi, et à l'époque gouverneur de la ville de Novgorod,.
De passage dans le monastère de Klops, celui-ci reconnaît Michel disparu depuis quelques années. Selon la tradition, il aurait été reconnu par Constantin au son de sa voix, alors qu'il lisait le Livre de Job. Mais il reste au monastère. Lorsqu'on lui demande s'il est le prince, il répond seulement « Dieu le sait » et recommence à faire le fou pour être traité sans égards.
Il meurt le 11 janvier d'une année entre 1452 et 1456. Il sera canonisé en 1547.